# Alfredo Castro (attore)
Alfredo Arturo Castro Gómez (Santiago del Cile, 19 dicembre 1955) è un attore e regista teatrale cileno.
Attore feticcio di Pablo Larraín, lavora come regista teatrale, attore, pedagogo, drammaturgo e fondatore del Teatro La Memoria, una compagnia teatrale del teatro contemporaneo cileno.

## Biografia
Nato a Santiago del Cile, è cresciuto in una famiglia di cinque fratelli; a dieci anni rimase orfano della madre morta di cancro. Ha studiato alla Saint Gabriel, Kent School y Liceo 11 di Las Condes. Terminato il liceo, si è unito al Dipartimento di Teatro della Facoltà di Lettere dell'Università del Cile, dove si è laureato in recitazione nel 1977. 
Inizia a recitare in teatro e tra il 1978 e il 1981 ha lavorato presso la Touring Theatre Company, dove è stato uno dei fondatori. Nel 1983 ottiene una borsa di studio del British Council per perfezionarsi alla London Academy of Music and Dramatic Arts. Nel 1989 ha ricevuto una borsa di studio da parte del governo di Francia per perfezionarsi in regia teatrale a Parigi, Strasburgo e Lione. Nello stesso anno ha fondato in Cile la compagnia teatrale La Memoria.
Nel 2006 recita nel film Fuga di Pablo Larraín, con cui inizia una lunga collaborazione, che lo vede prendere parte a tutti i film del regista fino a Jackie. Castro ha lavorato anche per il cinema italiano; è stato diretto da Daniele Ciprì in È stato il figlio e Alessandro Lunardelli in Il mondo fino in fondo. Nel 2015 è protagonista di Ti guardo, di Lorenzo Vigas, film che ha vinto il Leone d'oro al miglior film alla 72ª Mostra internazionale d'arte cinematografica di Venezia, mentre nel 2016 recita nel nuovo film di Pablo Larraín, Neruda.

## Vita privata
Dal 1997 al 2008 è stato sposato con l'attrice Taira Court, da cui ha avuto una figlia, Agatha Castro (nata nel 1999).

## Filmografia parziale
- Fuga, regia di Pablo Larraín (2006)
- Casa de Remolienda, regia di Joaquín Eyzaguirre (2007)
- Secretos, regia di Valeria Sarmiento (2008)
- Tony Manero, regia di Pablo Larraín (2008)
- La buena vida, regia di Andrés Wood (2008)
- Post Mortem, regia di Pablo Larraín (2010)
- È stato il figlio, regia di Daniele Ciprì (2012)
- No - I giorni dell'arcobaleno (No), regia di Pablo Larraín (2012)
- Carne de perro, regia di Fernando Guzzoni (2012)
- Il mondo fino in fondo, regia di Alessandro Lunardelli (2013)
- Las niñas Quispe, regia di Sebastián Sepúlveda (2013)
- Aurora, regia di Rodrigo Sepúlveda (2014)
- Ventana, regia di Rodrigo Susarte (2014)
- Il club (El club), regia di Pablo Larraín (2015)
- Ti guardo (Desde allá), regia di Lorenzo Vigas (2015)
- Neruda, regia di Pablo Larraín (2016)
- Il presidente (La cordillera), regia di Santiago Mitre (2017)
- Museo - Folle rapina a Città del Messico (Museo), regia di Alonso Ruizpalacios (2018)
- Rojo, regia di Benjamín Naishtat (2018)
- Medea, regia di Alejandro Moreno (2019)
- El príncipe, regia di Sebastián Muñoz (2019)
- Blanco en blanco, regia di Théo Court (2019)
- Inmersión, regia di Nicolás Postiglione (2021)
- La California, regia di Cinzia Bomoll (2022)
- Il supplente (El suplente), regia di Diego Lerman (2022)
- El Conde, regia di Pablo Larraín (2023)
- Los colonos, regia di Felipe Gálvez Haberle (2023)
- Sayen - La cacciatrice (Sayen: La Cazadora), regia di Alexander Witt (2023)

## Doppiatori italiani
- Fabrizio Pucci in Neruda
- Massimo Rossi in Ti guardo
- Angelo Maggi in Il club
- Eugenio Marinelli in No - I giorni dell'arcobaleno
- Rodolfo Bianchi in Tony Manero
- Antonio Sanna in Il presidente
- Teo Bellia in Museo - Folle rapina a Città del Messico
- Gianluca Machelli in Sayen - La cacciatrice